# مرکز مطالعات راهبردی فراجا
مرکز مطالعات راهبردی فراجا یک اتاق فکر و بنیاد پژوهشی مطالعات راهبردی وابسته به فرماندهی انتظامی جمهوری اسلامی ایران است. هم‌اکنون سرتیپ پاسدار لطفعلی بختیاری ریاست مرکز مطالعات راهبردی فراجا را برعهده دارد.